# Colica renale
La colica renale è un dolore acuto dell'uretere che è provocato dal passaggio di calcoli (calcolosi uretrale e delle vie urinarie) e che comporta prima dilatazione e in seguito spasmi.

## Epidemiologia
Per quanto riguarda l'Italia, uno studio condotto sui pazienti che si rivolgono al pronto soccorso di un grande ospedale ha rilevato che lo 0,9% ha una colica renale. Questo dato conferma il risultato di un altro studio italiano che accertava una percentuale dell'1%.
Nella popolazione, in genere, la frequenza stimata delle coliche renali è fra il 2% e il 5%, a seconda degli studi.
Per quanto riguarda la differenziazione dei sessi, l'incidenza è maggiore negli uomini che nelle donne (mentre nei primi il rischio risulta del 10-20%, nelle donne è di circa il 3-5%).

## Eziologia
Il dolore è dovuto allo spasmo muscolare dell'uretere conseguente alla presenza di un calcolo ed è presente anche se il calcolo non determina ostruzione al flusso urinario. In caso di ostruzione, l'aumento della pressione stimola la sintesi ed il rilascio di prostaglandine che induce lo spasmo della muscolatura liscia.
A seconda della tipologia della pietra che si riscontra:
| Tipo di pietra           | %                | Causa                                                        |
| ------------------------ | ---------------- | ------------------------------------------------------------ |
| Ossalato di calcio       | 75%-85%          | Ipercalciuria, disidratazione, sindrome del colon irritabile |
| Struvite                 | 10%-15%          | Infezione cronica del tratto urinario                        |
| Acido urico solidificato | 5%-8%            | Gotta                                                        |
| Xantina solidificata     | inferiore all'1% | Xantinuria                                                   |

## Sintomatologia
Fra i sintomi, il più comune è il dolore addominale acuto con irradiazione verso il basso, fino all'inguine, talvolta fino ai genitali. Il dolore può localizzarsi anche al fianco e posteriormente a livello lombare.
L'entità del dolore non è commisurata alle dimensioni del calcolo: calcoli molto piccoli possono dare dolore molto intenso e frequentemente l'irradiazione del dolore si sposta man mano che il calcolo procede nell'uretere verso la vescica. Il dolore cessa quando il calcolo passa nella vescica (dove spesso subito dopo viene eliminato). Il cessare del dolore, tuttavia, può essere anche dovuto al fatto che il calcolo si è arrestato nell'uretere. Tale evenienza può impedire il normale deflusso di urina attraverso l'uretere; in questo caso si assiste alla dilatazione dell'uretere e in seguito del rene che può seriamente danneggiarsi e comportare infezioni. Tale condizione è rilevabile con una ecografia renale e, a volte, è necessario intervenire per via chirurgica, endoscopica o con il bombardamento con onde d'urto.
Fra gli altri sintomi, possono riscontrarsi ematuria, cioè la presenza di urine rosse per perdite di sangue, nausea, vomito.

### Correlazioni con il tempo
La sua frequenza aumenta quando la disidratazione si esprime maggiormente, come nel caso dei mesi caldi e asciutti del periodo estivo, che favorisce la formazione di un calcolo; in tal senso, uno studio italiano condotto su più di 1000 individui ha dimostrato come le persone soggette siano influenzate da una temperatura che superi i 27 gradi centigradi e un'umidità inferiore al 45%.

## Esami
Per la diagnosi è necessaria un'accurata anamnesi che consenta di valutare la durata e le caratteristiche del dolore, se gli episodi sono bilaterali o unilaterali.
Durante l'esame obiettivo (l'esame del medico attraverso l'uso dei cinque sensi) del paziente, si localizza il dolore mediante la manovra di Giordano e la palpazione in particolari aree (punti ureterali).
Dopo questo, per una corretta diagnosi, sono utili:
- Ecografia del rene e delle vie urinarie: metodica basata sull'uso di ultrasuoni, effettuabile anche in individui che non possono subire radiografie (come le donne incinte). Usata nella pratica in quasi il 40% dei casi[16], l'esame mostra un elevato grado di accertamento sulla diagnosi[17].
- Radiografia diretta (senza mezzo di contrasto) dei reni; talvolta può consentire di individuare calcoli fortemente calcifici, ma una negatività dell'esame non ne esclude la presenza;
- Urografia: esame radiologico con mezzo di contrasto che consente l'esplorazione e lo studio delle varie sezioni dell'apparato urinario, che, solitamente, risulta sufficiente da solo per una corretta diagnosi della malattia[18];
- TAC, metodica di introduzione più recente per quanto riguarda lo studio della calcolosi, in particolare la TAC spirale senza contrasto.[19]

## Diagnosi differenziale
La diagnosi differenziale si pone con le coliche addominali causate da spasmi intestinali e le coliche epatiche causate da calcolosi delle vie biliari. 
Patologie più rare, ma molto più gravi, che simulano il dolore della colica renale sono l'aneurisma dell'aorta addominale, la cui differenziazione diventa ancora più difficile negli uomini anziani e l'angina o l'infarto intestinale.
Fra le altre possibili diagnosi correlate che comportano gli stessi sintomi, vi sono la presenza di una gravidanza ectopica, appendicite e le torsioni genitali (ovarica e del testicolo).
Dolori analoghi a quelli della colica renale da calcolosi possono essere causati (seppur più raramente) da infezione delle vie urinarie (pielonefrite) o dal passaggio attraverso l'uretere di un coagulo formatosi nel rene come conseguenza di un trauma fisico o per altre cause.

## Terapia
Una colica renale isolata non costituisce motivo sufficiente per rivolgersi ad uno specialista e può essere trattata dal medico di medicina generale che prescriverà anche gli esami necessari ad accertare che essa sia stata causata da un calcolo, che questo sia stato eliminato e che non ve ne siano altri nel rene.
Coliche renali recidivanti, specie in presenza di alterazioni dell'ecografia, richiedono una visita specialistica urologica o nefrologica: l'urologo si occupa dei calcoli e della loro asportazione, mentre il nefrologo stabilisce se essi sono causati dall'eccessiva eliminazione di particolari sostanze e, in tal caso, la loro formazione può essere prevenuta con una dieta adeguata. Preferibile evitare di fumare, bere sostanze alcoliche che otturano le cavità.
Come farmaci, si somministrano FANS (farmaci anti-infiammatori non steroidei), la cui validità è stata dimostrata da uno studio meta-analitico confermato da altri studi recenti, fra cui si preferisce il paracetamolo per i risultati ottimi avuti in alcuni studi (85%) o il ketorolac che, usato in combinazione con la morfina, sembra dare risultati migliori. Sempre per via endovenosa si possono somministrare farmaci spasmolitici (buscopan, rociverina ed altri) corticosteroidi ed antiemetici per sedare il dolore, in attesa che il calcolo proceda e venga eliminato. Nelle donne in gravidanza, è stato suggerito un intervento in due tempi. Secondo alcuni studi, è preferibile l'uso del dexketoprofene in dose singola di 50 mg in bolo (tramite i.v.).
Gli analgesici maggiori (oppioidi), non agendo direttamente sul dolore, possono essere utili solo in modo marginale. Fra l'altro, è stato provato, grazie ad un altro studio meta-analitico condotto su numerosi studi in cui sono stati somministrati a volte solo uno dei due generi di principi attivi e altre volte entrambi, che uno in particolare degli oppioidi (la petidina) induce vomito e che i FANS presentano, in generale, minori effetti collaterali degli oppioidi.
In ogni caso, per quanto riguarda gli oppioidi, il tramadolo risulta essere il più efficace.
Recentemente, si è provato anche la desmopressina, che fornisce subito un primo sollievo senza alcun effetto pericoloso come per le altre categorie di farmaci più utilizzate.

### La questione della somministrazione dei liquidi
Nella maggioranza dei casi, il modo migliore per prevenire la formazione di calcoli è bere molta acqua, tanto da "lavare" le cavità renali e gli ureteri e prevenire la formazione di piccole concrezioni che, se lasciate a sé, possono crescere formando veri e propri calcoli. Evitare di fumare, somministrare sostanze alcoliche che causano otturazioni alle cavità renali. Il quantitativo di acqua da bere deve essere tale da determinare una diuresi di almeno 1,5-2 litri al dì.
Secondo alcuni studi, bere acqua durante la colica renale causerebbe un aumento di nausea, vomito ed eccessiva diuresi, ma nei casi peggiori, per via dell'ostruzione, si possono manifestare degli urinomi, il riempimento della cisti di urina. In un'altra recente pubblicazione chiaramente si afferma che bere molti liquidi, sempre durante la colica renale, non provoca alcun beneficio accertato..

### Abusi
Fra i casi di urgenza che si segnalano al pronto soccorso vi è anche una piccola percentuale, di stima inferiore all'1%, che non deve essere trattata, in quanto gli individui simulano la malattia per ottenere determinati medicinali che normalmente non potrebbero avere. In questi casi, sono utili anche i semplici esami diagnostici (esame della presunta urina che a volte si rivela essere acqua) per verificare l'autenticità dell'urgenza.

### Utilizzo del laser
Il laser fornisce una maggiore precisione nell’incisione, riducendo i tempi di procedura in sala operatoria; inoltre, diviene più facile il prelievo di materiale per l’esame istologico, ottenendisi una miglior efficacia nella diagnosi e nella cura. L’utilizzo del laser consente anche un minor Sanguinamento post-operatorio e, quindi, una riduzione delle complicanze. Ciò significa minor tempo di degenza.